# Lotta ai Giochi della XV Olimpiade
Le competizioni di lotta dei Giochi della XV Olimpiade si sono svolte al Messuhalli di Helsinki dal 20 al 23 luglio 1952 per le 8 categorie della lotta libera e dal 24 al 27 luglio 1952 per quanto riguarda le 8 categorie della lotta greco-romana.

## Podi
| Evento                   | Oro                  | Argento            | Bronzo               |
| Lotta greco-romana       |                      |                    |                      |
| Mosca (dettagli)         | Boris Gurevič        | Ignazio Fabra      | Leo Honkala          |
| Gallo (dettagli)         | Imre Hódos           | Zakaria Chihab     | Artëm Terjan         |
| Piuma (dettagli)         | Jakov Punkin         | Imre Polyák        | Abdel Aal Rashid     |
| Leggeri (dettagli)       | Šazam Safin          | Gustav Freij       | Mikuláš Athanasov    |
| Welter (dettagli)        | Miklós Szilvásy      | Gösta Andersson    | Khalil Taha          |
| Medi (dettagli)          | Axel Grönberg        | Kalervo Rauhala    | Nikolay Belov        |
| Medio-massimi (dettagli) | Kelpo Gröndahl       | Šalva Čichladze    | Karl-Erik Nilsson    |
| Massimi (dettagli)       | Johannes Kotkas      | Josef Růžička      | Tauno Kovanen        |
| Lotta libera             |                      |                    |                      |
| Mosca (dettagli)         | Hasan Gemici         | Yushu Kitano       | Mahmoud Mollaghasemi |
| Gallo (dettagli)         | Shohachi Ishii       | Rashid Mamedbekov  | KhaShaba Jadav       |
| Piuma (dettagli)         | Bayram Şit           | Nasser Givehchi    | Josiah Henson        |
| Leggeri (dettagli)       | Olle Anderberg       | Jay Thomas Evans   | Tofigh Jahanbakht    |
| Welter (dettagli)        | William Smith        | Per Gunnar Berlin  | Abdollah Mojtabavi   |
| Medi (dettagli)          | Davit Tsimak'uridze  | Gholam Reza Takhti | György Gurics        |
| Medio-massimi (dettagli) | Viking Palm          | Henry Wittenberg   | Adil Atan            |
| Massimi (dettagli)       | Arsen Mek'ok'ishvili | Bertil Antonsson   | Ken Richmond         |

## Medagliere
| Posizione | Paese            |    |    |    | Totale |
| --------- | ---------------- | -- | -- | -- | ------ |
| 1         | Unione Sovietica | 6  | 2  | 2  | 10     |
| 2         | Svezia           | 3  | 4  | 1  | 8      |
| 3         | Ungheria         | 2  | 1  | 1  | 4      |
| 4         | Turchia          | 2  | 0  | 1  | 3      |
| 5         | Stati Uniti      | 1  | 2  | 1  | 4      |
| 6         | Finlandia        | 1  | 1  | 2  | 4      |
| 7         | Giappone         | 1  | 1  | 0  | 2      |
| 8         | Iran             | 0  | 2  | 3  | 5      |
| 9         | Cecoslovacchia   | 0  | 1  | 1  | 2      |
| 9         | Libano           | 0  | 1  | 1  | 2      |
| 11        | Italia           | 0  | 1  | 0  | 1      |
| 12        | Gran Bretagna    | 0  | 0  | 1  | 1      |
| 12        | Egitto           | 0  | 0  | 1  | 1      |
| 12        | India            | 0  | 0  | 1  | 1      |
| Totale    | Totale           | 16 | 16 | 16 | 48     |